# Akademik Sofia (Basketball)
Der Lukoil Akademik (bulgarisch Лукойл Академик; englisch Lukoil Academic) ist ein professioneller bulgarischer Basketballklub in Sofia. Die erste Herrenmannschaft ist 26-facher bulgarischer Meister und regelmäßiger Teilnehmer an verschiedenen europäischen Vereinswettbewerben.

## Geschichte
Die Basketballabteilung des Studentenklubs „Akademik“ aus Sofia wurde 1947 gegründet. Zehn Jahre später wurde der Klub zum ersten Mal bulgarischer Meister. In der Saison 1957/58 nahm Akademik am ersten Europapokal der Landesmeister teil. Die Mannschaft kam ins Finale des Turniers. Dieser Erfolg wurde 1959 wiederholt. Jedoch wurden beide Finals gegen den damaligen Dauergewinner ASK Riga verloren. In den Folgejahren konnte Akademik international keine großen Erfolge vorweisen. National gewann man immer wieder die Meisterschaften und Pokal. Nach dem Einstieg des russischen Ölkonzerns Lukoil nahm man 2000 den Sponsorennamen im Vereinsnamen auf. Seit dem Einstieg stieg die nationale Dominanz und führte zu 10 Meisterschaften in Folge. Damit ist Akademik zum bulgarischen Rekordmeister aufgestiegen. Im neuen Jahrtausend nimmt Akademik regelmäßig am ULEB Eurocup bzw. an der EuroChallenge teil.

### Saisonübersicht Europapokale
| Saison  | Wettbewerb    | Resultat          |
| ------- | ------------- | ----------------- |
| 2002/03 | ULEB Cup      | Achtelfinale      |
| 2003/04 | ULEB Cup      | Achtelfinale      |
| 2004/05 | ULEB Cup      | 2. Platz Gruppe D |
| 2005/06 | ULEB Cup      | Achtelfinale      |
| 2006/07 | ULEB Cup      | 5. Platz Gruppe C |
| 2007/08 | ULEB Cup      | Achtelfinale      |
| 2008/09 | Eurocup       | 4. Platz Gruppe B |
| 2010/11 | EuroChallenge | Viertelfinale     |
| 2011/12 | Eurocup       | 4. Platz Gruppe D |
| 2012/13 | Eurocup       | 3. Platz Gruppe A |

## Kader
| Spieler | Spieler            | Spieler            | Spieler    | Spieler | Spieler | Spieler        |
| Nr.     | Nat.               | Name               | Geburt     | Größe   | Info    | Letzter Verein |
| ------- | ------------------ | ------------------ | ---------- | ------- | ------- | -------------- |
|         |                    | Guards (PG, SG)    |            |         |         |                |
| 4       | Vereinigte Staaten | Brandon Heath      | 01.04.1984 | 193     |         |                |
| 10      | Bulgarien          | Bozhidar Avramov   | 08.03.1990 | 196     |         |                |
| 20      | Vereinigte Staaten | Andre Owens        | 31.10.1980 | 194     |         |                |
| 30      | Nordmazedonien     | Damjan Stojanovski | 09.2.1987  | 197     |         |                |
|         |                    | Forwards (SF, PF)  |            |         |         |                |
| 8       | Bulgarien          | Kris Minkov        | 31.12.1994 | 198     |         |                |
| 11      | Bulgarien          | Pavel Marinov      | 12.08.1988 | 199     |         |                |
| 15      | Bulgarien          | Todor Stoykov      | 03.03.1977 | 198     |         |                |
| 22      | Vereinigte Staaten | Lamont Mack        | 16.03.1987 | 201     |         |                |
| 24      | Bulgarien          | Veseli Veselinov   | 16.02.1983 | 202     |         |                |
|         |                    | Center (C)         |            |         |         |                |
| 14      | Bulgarien          | Tencho Banev       | 14.08.1980 | 208     |         |                |
| 41      | Kroatien           | Bruno Sundov       | 10.02.1980 | 221     |         |                |

| Trainer        | Trainer          | Trainer  |
| Nat.           | Name             | Position |
| -------------- | ---------------- | -------- |
| Nordmazedonien | Marin Dokuzovski | Chef     |
| Bulgarien      | Miroslav Ralchev | Co       |

| Legende           | Legende   |
| Abk.              | Bedeutung |
| ----------------- | --------- |
|                   |           |
| Quellen           |           |
| Teamhomepage      |           |
| Ligahomepage      |           |
| Stand: 28.10.2012 |           |

| Legende           | Legende   |
| Abk.              | Bedeutung |
| ----------------- | --------- |
|                   |           |
| Quellen           |           |
| Teamhomepage      |           |
| Ligahomepage      |           |
| Stand: 28.10.2012 |           |

## Erfolge
- Bulgarischer Meister (26×): 1957, 1958, 1959, 1963, 1968, 1969, 1970, 1971, 1972, 1973, 1975, 1976, 2003, 2004, 2005, 2006, 2007, 2008, 2009, 2010, 2011, 2012, 2013, 2015, 2016, 2017
- Bulgarischer Pokalsieger (11×): 1952, 1954, 2002, 2003, 2004, 2006, 2007, 2008, 2011, 2012, 2013
- Finalteilnehmer Europapokal der Landesmeister (2×): 1958, 1959